# Gerhard Ahnfeldt
Gerhard Ernst Erich Ahnfeldt (* 16. März 1916 in Rostock; † 24. September 1964 in Kairo) war ein deutscher Zeichner und Maler.

## Leben und Werk
Ahnfeldt lebte von 1939 bis 1956 in Davos (Schweiz) und anschließend bis zu seinem Tod in Kairo. Er war seit seinem 19. Lebensjahr schwer tuberkulosekrank und lebte deshalb sehr zurückgezogen. Nach 1971 waren praktisch keine Werke von ihm mehr öffentlich zu sehen, seine Bilder gerieten in Vergessenheit und außer ihm selbst und seiner Frau (Mathilde Ahnfeldt-Caldelari, 1910–1995) hat nie jemand eine Übersicht über sein Gesamtwerk gehabt. Seit 2010 wird dieses nun in einem Forschungsprojekt wieder ans Licht gebracht.
Ahnfeldt war in den 40er Jahren vor allem Zeichner und Aquarellist, versuchte sich ab etwa 1950 auch in der Ölmalerei (im Stil der Münchner Schule), fand seinen Stil aber erst nach einer Weiterbildung bei Albert Pfister (1884–1978) und malte in der Folge großflächig-farbenfroh. Man hat Einflüsse der Fauves (Henri Matisse, André Derain, Kees van Dongen, Maurice de Vlaminck, Raoul Dufy) in seinem Werk bemerkt, außerdem verehrte er Paul Gauguin, August Macke, Franz Marc, Lyonel Feininger. Seine zeichnerische Begabung blieb auch in seinen Ölbildern präsent. In seinen Kompositionen strebte er bewusst nach Harmonie. Trotz starker Abstraktion ist er nie zur ungegenständlichen Malerei geschritten. Seine Motive wählte er fast ausschließlich im Alltagsleben, besonders in Ägypten. Aus seinen Werken spricht eine mitfühlende Seele, die trotz eigenen Leidens das Erfreuliche in der Welt zu sehen und zu zeigen versteht und das Problematische mit feinem Humor erträglich zu machen versucht.
Ahnfeldts zeichnerisches Werk umfasst vor allem Illustrationen zu literarischen Texten (v. a. C. F. Meyer, Der Heilige, Pedro Antonio de Alarcón, Der Dreispitz, Joseph von Eichendorff, Aus dem Leben eines Taugenichts, Werner Bergengruen, Der spanische Rosenstock, Goethe, Faust I u. a.). Daneben sind Skizzen und Studien erhalten geblieben, von denen einige zur Vorbereitung großer Bilder dienten. Viele Zeichnungen sind sorgfältig ausgearbeitet, größtenteils in Tusche, und damit vollwertige kleine Kunstwerke. Dasselbe gilt für die meisten erhaltenen Aquarelle und Gouaches. Die Ausarbeitung größerer Bilder bedeutete für Ahnfeldt, der oft bettlägerig war, eine große Anstrengung. Dennoch hat er in den gut zehn Jahren nach 1953 über 200 Ölbilder mit 30 cm oder mehr und über 100 mit 50 cm oder mehr Seitenlänge hinterlassen. 
Werke Ahnfeldts wurden in den 1950er Jahren in Davos, Zürich und Deutschland in kollektiven Ausstellungen gezeigt. Von Kairo aus organisierte seine Frau sodann im November/Dezember 1960 und November/Dezember 1963 je eine große, nur ihm gewidmete Ausstellung in der Villa Vecchia in Davos-Dorf, wo zahlreiche Bilder verkauft werden konnten. Schließlich führte sie im Herbst 1971 postum in Zürich zwei große Ausstellungen durch, ebenfalls mit ansehnlichem Erfolg, bevor sie sich in ein Seniorenheim in Deutschland zurückzog und ihren Lebensabend der Dokumentation des Werks ihres frühverstorbenen Mannes widmete.
Trotz ihrer sorgfältigen Arbeit sind weit über hundert Bilder Gerhard Ahnfeldts verschollen. Ein Ziel des Projekts ist es, sie wiederzufinden, um auch sie dokumentieren und im Rahmen des Gesamtwerks würdigen zu können.